# PC
För andra betydelser, se PC (olika betydelser).

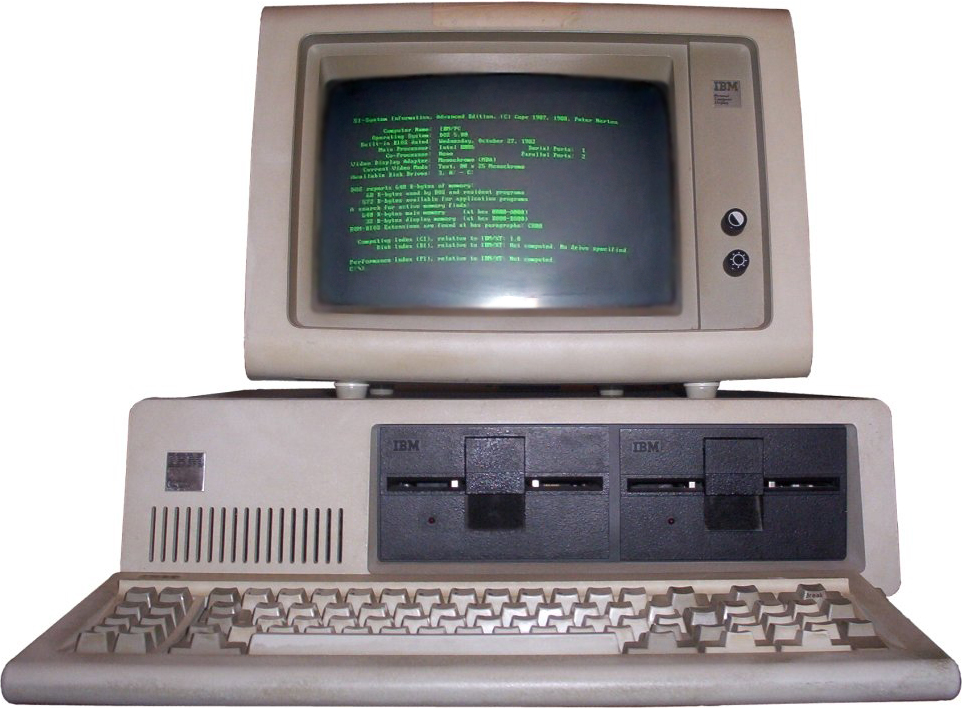
IBM PC 5150 från 1981.

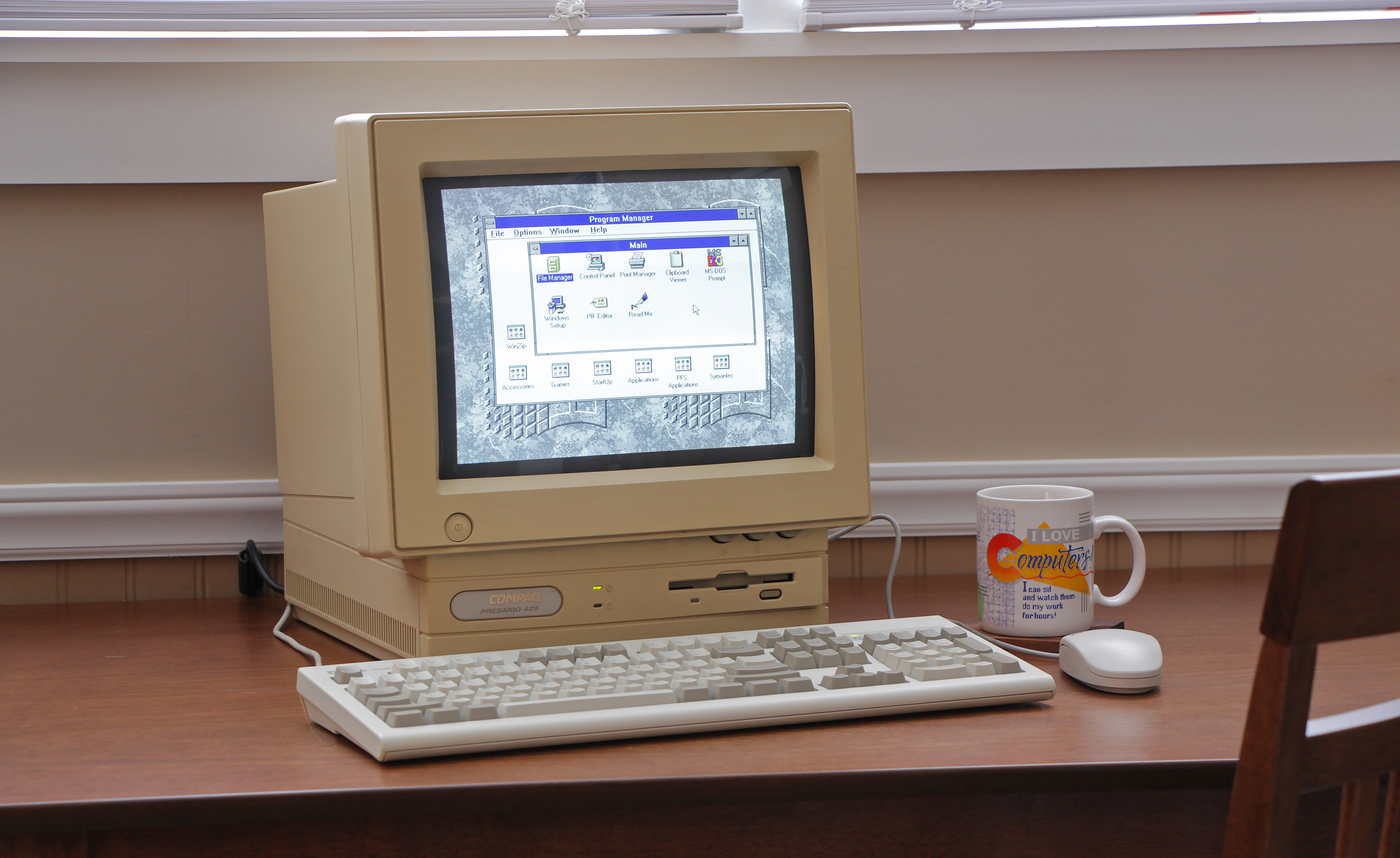
En PC från datorserien Compaq Presario under 1990-talet.

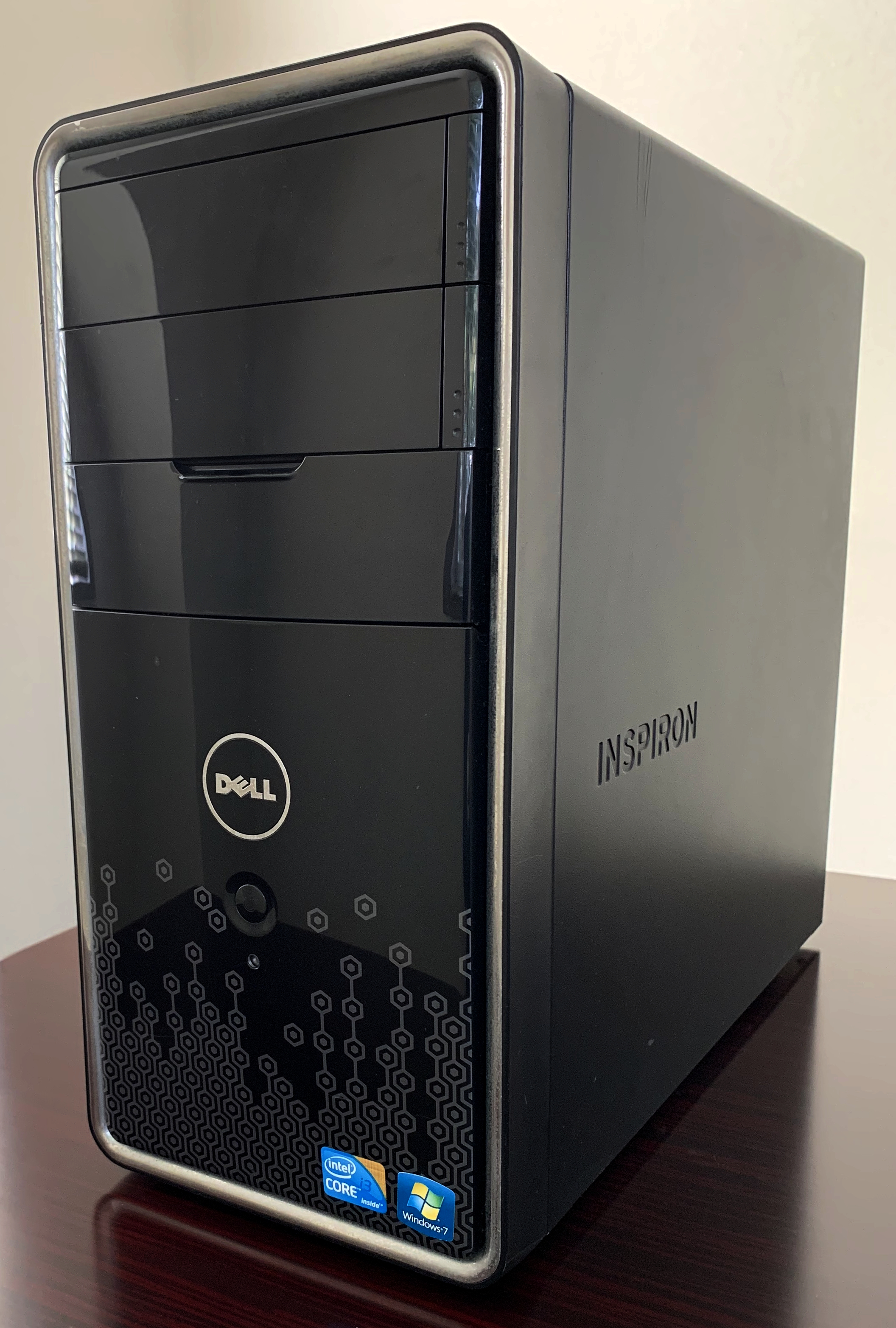
En PC från 2000-talet av märket Dell.

En PC (omdefiniering av engelskans personal computer) eller IBM PC-kompatibel dator är en persondator som är IBM-kompatibel.
Inledningsvis var det namnet på datormodellen IBM PC som utvecklades av IBM och introducerades 12 augusti 1981. IBM slutade att tillverka datorer 2005. Datorn kom dock att klonas (PC-klon) och vidareutvecklas av flera tillverkare och det fanns ett behov av att särskilja datorerna från konkurrenten Macintosh. Engelskans personal computer motsvarar däremot det som på svenska kallas persondator och inte specifikt PC.
Termen PC används ofta för att beskriva persondatorer med Intel x86-kompatibel processor såsom Intel 8088 och dess efterföljare, tillverkade av Intel, AMD, Cyrix med flera, samt med IBM-kompatibelt systemprogram (BIOS). Andra kvartalet 2024 var de vanligaste PC-varumärkena: Lenovo, Hewlett-Packard (HP), Dell och Asus.
PC:n är den datortyp som är dominerande i hem och på kontor, av vilka en majoritet använder operativsystemet Microsoft Windows, men andelen Linux- och Mac OS-användare är också stor.[källa behövs] Många IBM PC-kompatibla datorer säljs färdigbyggda, men det är även möjligt att köpa kompletta datorkit för att montera delarna själv, eller lösa delar för att bygga en personligt utformad PC.
Chuck Peddles Sirius I var några veckor före IBM med att använda Intels processor 8088 i en persondator för kontorsanvändning; den datorn var dock inte direkt kompatibel med IBM PC. Den hade en viss framgång i Europa under tidigt 1980-tal.

## Tekniska detaljer
Den första modellen kallades IBM PC 5150. Nästa modell för IBM kallades IBM PC XT (extended technology) och sedan kom IBM PC AT (advanced technology). Modelltypen som är standard i dag är ATX.
IBM PC och IBM PC XT använde mikroprocessorn Intel 8088 som räknas som en 16-bitarsprocessor, men har en 8-bitars extern databuss, vilket blev något billigare och därmed stimulerade försäljningen. Intel 8086 är identisk så när som på att den har en 16-bitars extern databuss.

## Klassiska PC-modeller
- IBM PC 5150 – Den första PC-modellen, med 16 eller 64 kB RAM och två diskettstationer. Processor: Intel 8088 4,77 MHz med plats för en extra Intel 8087. Expansionsplatser: ISA 8 bitar. Kom antingen med en monokrom skärm eller färgskärm (CGA).
- IBM PC XT model 5160 – I princip en IBM PC utbyggd med en 5 eller 10 MB hårddisk och mer RAM (maximalt 640 KiB).
- IBM PC AT – En nydesign som dock fortfarande var kompatibel med den tidigare IBM PC. Klarade upp till 12 MiB RAM, och introducerade den förbättrade grafikstandarden EGA. Processor: Intel 80286 6,0 MHz. Expansionsplatser: ISA 16 bitar.
- IBM PS/2 - Modellserie som lanserades 1987. Detta var delvis ett försök att återta kontrollen över PC-marknaden genom introducera egen skyddad teknologi, vilket dock inte var framgångsrikt. Introducerade även VGA, som blev en accepterad grafikstandard. Anslutning för tangentbord och mus lever dock kvar som PS/2.
- Compaq Portabel – Den första lagliga helt kompatibla klonen av IBM PC. Den hade ett BIOS som Compaq hade konstruerat själva men som fungerade exakt som IBM:s original.
- Compaq Deskpro 386 – Den första PC:n med Intels 32-bitsprocessor 80386. Den lanserades innan IBM hade en motsvarande modell och var början till slutet för dess dominans på PC-datorer.